# جان جی مک‌کلوی
جان جی مک‌کلوی (به انگلیسی: John Jay McCloy) (زاده ۳۱ مارس ۱۸۹۵ – درگذشته ۱۱ مارس ۱۹۸۹)، وکیل و بانک‌دار، معاون وزیر جنگ آمریکا در جنگ جهانی دوم، دومین رئیس بانک جهانی از مارس ۱۹۴۷ تا ژوئن ۱۹۴۹، رئیس چیس منهتن بانک و رئیس شورای روابط خارجی بود.